# مایکون روجریو سیلوا کالیجوری
مایکون روجریو سیلوا کالیجوری (به پرتغالی: Maycon Rogerio Silva Calijuri) مهاجم اهل برزیل است که در شهر Jaboticabal و در تاریخ ۶ ژوئن ۱۹۸۶ به دنیا آمده‌است.
مایکون روجریو سیلوا کالیجوری در تیم‌های فوتبال U.R.T União Recreativa سابقهٔ حضور دارد.